# 渡辺敦子 (アニメーター)
渡辺 敦子（わたなべ あつこ、1983年12月2日 - ）は、日本の女性アニメーター・キャラクターデザイナー・漫画家。東京都出身。近年まで、スタジオ・ライブに所属していたが、現在はフリーランス。日本アニメーター・演出協会（JAniCA）会員。東映アニメーション研究所出身。血液型はB型。あだ名は「ナベアツ、Nab_At」。モットーは「千里の道も一歩から」、好きな歌手はJAM Project。

## 概要

### 人物
2007年11月4日放送の『未来観測  つながるテレビ@ヒューマン』で、「アニメにかける23歳」として紹介された。
『美少女戦士セーラームーン』が好きで、アニメ業界へと進んだ。
子供の頃に目指していた職業は看護婦。
生肩フェチである。

### 来歴
高校を卒業後、東映アニメーション研究所に入所。そこで講師をしていたスタジオ・ライブ社長の芦田豊雄に誘われ、アニメーターとなった。
アニメーターとしての最初の仕事は、『鋼の錬金術師』の動画である。1年ほど動画を担当した後で、主に原画を担当するようになる。
さまざまな作品の原画を担当した後、『戦場のヴァルキュリア』でキャラクターデザイナーとしてデビュー。
同時期に、『ファイト一発!充電ちゃん!!』と『GA 芸術科アートデザインクラス』のキャラクターデザインも担当した。
『戦場のヴァルキュリア』および『ファイト一発!充電ちゃん!!』のキャラクターデザイナーにはオーディションによって選ばれ、『GA 芸術科デザインアートクラス』は、監督の桜井弘明から直接電話で推薦を受けた。
2013年からは漫画家として無料Web漫画comicoにてオリジナル作品を執筆・連載、2015年には単行本化している。
「ヘヴィーオブジェクト」や「ハナヤマタ」などではキャラクターデザインを担当した。

## オリジナル作品

### Web漫画
- ピアシェーヴォレ!〜piacevole〜
イタリア料理店トラットリア「フェスタ」で働くことになった女子高生・七瀬萌里菜が、いろいろな人と出会い、料理を通じて成長していく物語(comicoにて2013年10月11日より連載中) (Nab_At名義)[6]

### 漫画単行本
- ピアシェ〜私のイタリアン〜 (ピアシェーヴォレ！〜piacevole〜の再構成版・2015年09月12日・ISBN 978-4-8030-0774-9・アース・スター エンターテイメント・「Nab_At/渡辺敦子」名義)

### 画集
- 渡辺敦子 イラストワークス (2015年12月22日・ISBN 978-4-05-406379-2・学研プラス)

## 参加作品

### テレビアニメ
2003年
- 鋼の錬金術師（動画）
- 遊☆戯☆王デュエルモンスターズ（動画）

2004年
- 流星戦隊ムスメット（原画）
- グレネーダー 〜ほほえみの閃士〜（動画、原画、地上波版OPED原画）

2005年
- 好きなものは好きだからしょうがない!!（動画、原画）
- 陰陽大戦記（原画）
- スクールランブル（原画）
- おねがいマイメロディ（原画）
- かみちゅ!（原画）
- BLACK CAT（原画、第二原画）

2006年
- 牙 -KIBA-（原画、OP原画）
- おねがいマイメロディ 〜くるくるシャッフル!〜（OP・ED作画）
- BLACK BLOOD BROTHERS（OP原画、原画、作画監督、作画監督補佐）
- RED GARDEN（原画、歌パート原画、作画監督補佐）
- 地獄少女 二籠（原画）

2007年
- Saint October（OP原画、作画監督、原画）
- シャイニング・ティアーズ・クロス・ウィンド（原画）
- 大江戸ロケット（原画）
- THE SKULLMAN（OP原画、原画）
- おねがいマイメロディ すっきり♪（作画監督、原画）
- 魔人探偵脳噛ネウロ（OP・ED原画、原画）
- 素敵探偵ラビリンス（原画、OP原画）
- ご愁傷さま二ノ宮くん（衣装デザイン、OP作画監督・原画、ED原画、原画）

2008年
- ヴァンパイア騎士（OP原画、作画監督、原画）
- 純情ロマンチカ（OP原画、原画）
- ネットゴーストPIPOPA（OP原画）
- コードギアス 反逆のルルーシュR2（原画、作画監督協力）
- xxxHOLiC◆継（原画）
- ストライクウィッチーズ（OP原画）
- 鉄腕バーディー DECODE（OP原画）
- 薬師寺涼子の怪奇事件簿（原画、作画監督）
- 恋姫†無双（OP原画、原画）
- しゅごキャラ!（原画）
- 鉄のラインバレル（原画）
- 地獄少女 三鼎（OP原画、原画）
- ヴァンパイア騎士 Guilty（ED原画、作画監督、原画）
- ONE OUTS -ワンナウツ-（原画）
- 純情ロマンチカ2（原画）
- 喰霊 -零-（OP原画）

2009年
- 戦場のヴァルキュリア（キャラクターデザイン、総作画監督）
- バスカッシュ!（作画監督、第二原画）
- GA 芸術科アートデザインクラス（キャラクターデザイン、OP作画監督、OP原画、ED作画、作画監督、原画）
- ファイト一発! 充電ちゃん!!（キャラクターデザイン、OP・ED作画監督、OP原画）
- そらのおとしもの（智樹お宝☆コレクション原画）
- 青い文学（第10話「走れメロス」第2原画）

2010年
- おおかみかくし（アニメーションキャラクターデザイン、総作画監督、OP作画監督、ED作画）
- 会長はメイド様!（ED原画）
- ひめチェン!おとぎちっくアイドル リルぷりっ（キャラクターデザイン、総作画監督、作画監督）
- おおきく振りかぶって 〜夏の大会編〜（OP原画、第1話原画）
- 薄桜鬼（OP原画）
- WORKING!!（原画）
- あそびにいくヨ!（OP作画）
- 家庭教師ヒットマンREBORN!（原画）
- スーパーロボット大戦OG -ジ・インスペクター-（OP原画、ED2原画）
- そらのおとしものf（フォルテ）（予告原画）
- 薄桜鬼 碧血録（OP原画）
- 探偵オペラ ミルキィホームズ（OP原画）
- 俺の妹がこんなに可愛いわけがない（アイキャッチパッケージデザイン、劇中イラスト協力）

2011年
- 戦国乙女〜桃色パラドックス〜（OP原画）
- Dororonえん魔くん メ〜ラめら（OP原画）
- あの日見た花の名前を僕達はまだ知らない。（ED原画）
- 電波女と青春男（原画）
- うたの☆プリンスさまっ♪ マジLOVE1000%（OP原画）
- 猫神やおよろず（キャラクターデザイン、総作画監督、作画監督、原画、OP・ED作画監督）
- セイクリッドセブン（OP2原画）
- HUNTER×HUNTER（日本テレビ版）（OP原画）
- 世界一初恋2（OP原画）

2012年
- あっちこっち（キャラクターデザイン、OP作画監督、原画、ED作画）
- 薄桜鬼 黎明録（OP原画）
- えびてん 公立海老栖川高校天悶部（キャラクターデザイン、総作画監督、OP作画監督、OP原画）

2013年
- ジュエルペット ハッピネス（OP原画）
- デート・ア・ライブ（OP原画）
- 機巧少女は傷つかない（キャラクターデザイン、総作画監督、OP・ED作画監督）
- 東京レイヴンズ（キャラクターデザイン、総作画監督、作画監督、原画、OP・ED・予告作画監督、OP・ED原画、原画）
- ガリレイドンナ（OP原画）

2014年
- ハナヤマタ（キャラクターデザイン/総作画監督、OP・ED作画監督）
- 牙狼〈GARO〉 -炎の刻印-（提供バックイラスト、原画）

2015年
- ヘヴィーオブジェクト（アニメーションキャラクターデザイン）

2016年
- GATE 自衛隊 彼の地にて、斯く戦えり（ED2原画）
- WWW.WORKING!!（原画）

2017年
- 青の祓魔師 京都不浄王篇（OP原画）
- ピアシェ〜私のイタリアン〜（キャラクターデザイン、作画監督、原画、第二原画、動画）
- ようこそ実力至上主義の教室へ（OP原画）

2022年
- 令和のデ・ジ・キャラット（キャラクターデザイン）

### 劇場アニメ
2005年
- それいけ!アンパンマン ハピーの大冒険（原画）
- 劇場版ポケットモンスター アドバンスジェネレーション ミュウと波導の勇者 ルカリオ（原画）

2006年
- ブレイブ ストーリー（原画）
- 劇場版ポケットモンスター アドバンスジェネレーション ポケモンレンジャーと蒼海の王子 マナフィ（第二原画）

2012年
- 映画ジュエルペット スウィーツダンスプリンセス（原画）

2016年
- 劇場版 探偵オペラ ミルキィホームズ～逆襲のミルキィホームズ～（原画）

### OVA
2004年
- 低俗霊DAYDREAM（動画）

2005年
- スクールランブル 一学期補習（原画）

2007年
- 今日からマ王! R（OP原画、原画）

2011年
- ナナとカオル（キャラクターデザイン、作画監督、原画）
- 薄桜鬼 雪華録（OP原画）

2012年
- わんおふ -one off-（キャラクターデザイン）

### Webアニメ
2008年
- 亡念のザムド（原画）

2023年
- ツイヤバ（作画監督）

### ゲーム
2008年
- ペルソナ4（原画）

2011年
- ギター少女!

2017年
- レイトン ミステリージャーニー カトリーエイルと大富豪の陰謀（原画）

### 出演
- 『戦場のヴァルキュリア』3巻・特典映像
- 『ファイト一発!充電ちゃん!!』仲村みうの!スタジオ雲雀突撃充電!!その5
- 『GA 芸術科アートデザインクラス』2巻・特典映像、DVD告知メイキング
- 「ピアシェーヴォレ！」Nab_At サイン会＆イラストメイキング